# 무사 칸
무사 칸(러시아어: Мусахан, 1704년 사망)은 24대 히바 칸국의 칸이자 1703년부터 1704년까지 화레즘과 히바 지역의 통치자이다.
알리 칸이 축출된 이후, 조쉬 칸의 아들인 무사 칸이 칸에 등극했다. 그는 자신의 이름을 딴 동전을 발행했다. 그의 통치지역은 메르바와 아스트라바드로 뻗쳤으며 그 곳의 부족민들에게 토지세를 내도록 했다. 그러나, 나중에 화레즘의 부족들과 충돌하면서 메르바 지역으로 도망쳤지만 1704년 사망했다. 이후 야디가르 칸이 이어서 히바 칸국의 칸으로 했다.

## 참고 문헌
- (러시아어) Гулямов Я. Г., История орошения Хорезма с древнейших времен до наших дней. Ташкент. 1957
- (러시아어) Жуковский С. В. Сношения России с Бухарой и Хивой за последнее трехсотлетие. Петроград, 1915
- (러시아어) История Узбекистана. Т.3. Т.,1993.
- (러시아어) История Узбекистана в источниках. Составитель Б. В. Лунин. Ташкент, 1990
- (러시아어) История Хорезма. Под редакцией И. М. Муминова. Ташкент, 1976
- (러시아어) Firdaws al-iqbal. History of Khorezm by Shir Muhammad Mirab Munis and Muhammad Riza Mirab Aghahi. Translated from Chaghatay and annotated by Yuri Bregel. Brill, 1999

| 전임 알리 칸 | 제24대 히바 칸국의 칸 1703년 ~ 1704년 | 후임 야디가르 칸 |